# Божидар Петков
Божидар Стефанов Петков е български композитор, автор на филмова музика.

## Биография
Роден е в Габрово на 29 юли 1940 г. Завършва композиция през 1965 г. в Музикалната академия в Краков при Станислав Виехович и Кшищоф Пендерецки. Пише филмова и театрална музика. Автор е на музиката за над 90 игрални, документални и мултипликационни филми. Неговата Токата за 2 пиана многократно е изпълнявана с успех в редица страни като Япония, Куба, Франция, Германия, Русия, Люксембург и др.
Един от основоположниците на „Златния фонд“ на БНР (1968 – 1984).
Умира на 14 май 2015 г. „Българското кино загуби ярък и неповторим творец, който без остатък всеотдайно и с любов му служеше, като вгради цялото си щедро артистично вдъхновение в десетки произведения на екранното изкуство. Остава да звучи и ще звучи неговата неподражаема – емоционална, нежна и деликатна, изпълнена с философски заряд прекрасна музика…“, се казва в изявление на Съюза на българските филмови дейци по повод смъртта му.

## Семейство
Негова съпруга е проф. Емилия Ангелова, преподавател по техника на говора в НАТФИЗ.

## Кратка филмография
- Единствената любовна история, която Хемингуей не описа (2008)
- Чуй звездите (тв, 2003)
- Съдбата като плъх (тв, 2001)
- България - това съм аз (1999)
- Застраховката (1998)
- БГ - Невероятни разкази за един съвременен българин (2-сер. тв, 1996)
- Всичко от нула (1996)
- Черната лястовица (1996)
- Бай Ганьо (4-сер. тв, 1991) (в III серия)
- Жесток и невинен (1990)
- 1952: Иван и Александра (1989)
- Заплахата (1989)
- АкаТаМус (1988)
- За една тройка (1983)
- Черно-бяло (тв, 1983)
- Бал на самотните (1981)
- Дом за нежни души (1981)
- Масово чудо (1981)
- Авантаж (1977)
- Лебед (1976)
- Гардеробът (1972)